# Hadestown
Hadestown is een musical met muziek en teksten van Anaïs Mitchell, waarin de Griekse mythe over het tragische liefdesverhaal van Orpheus en Eurydice gecombineerd wordt met het verhaal van de relatie tussen Hades en zijn vrouw Persephone. In de mythe over Orpheus en Eurydice sterft de nimf Eurydice door de beet van een slang. Hierop daalt Orpheus af naar de onderwereld om haar terug te halen, en weet de god van de onderwereld, Hades, over te halen om haar vrij te laten.
De originele versie van de musical ging in 2006 in première in Vermont, waarop in 2007 een tour volgde tussen Vermont en Massachusetts. Vervolgens maakte Mitchell, onzeker over de toekomst van de musical, er in 2010 een conceptalbum van. In 2012 ontmoette Mitchell regisseur Rachel Chavkin en de twee begonnen te werken aan een nieuwe toneelproductie van Hadestown, met extra muziek en nieuwe dialogen. Deze nieuwe versie ging op 6 mei 2016 onder regie van Chavkin Off-Broadway in première in de New York Theatre Workshop en liep tot en met 31 juli. Na producties in Edmonton en Londen ging de show in 2019 in première op Broadway. In juni, juli, augustus en september 2025 wordt de musical opgevoerd in het Koninklijk Theater Carré in Amsterdam.
De Broadway-productie kreeg lovende kritieken en ontving vele prijzen en nominaties. Bij de 73e Tony Awards ontving Hadestown in totaal 14 nominaties (de meeste van dat jaar) waarvan de musical er acht won, waaronder Beste Musical en Beste Originele Muziek.

## Personages
Hermes, de Griekse god van grenzen, wegen, reizigers, handel, dieven, atleten, herders en psychopompos, is de boodschapper van de goden. Tijdens de musical speelt hij de rol van verteller. Hij is volkomen eerlijk en spreekt vlot. Hoewel hij beweert dingen niet te doen "omdat hij vriendelijk is", blijkt hij om Orpheus te geven door hem als zijn assistent op te nemen en is hij vriendelijk tegen Eurydice.
Orpheus is een legendarische muzikant, dichter, geliefde van Eurydice en profeet in de oude Griekse religie. Hij is de hoofdpersoon en een dromer die altijd inziet hoe de wereld kan zijn. Hij ziet het beste in mensen. Hij is onhandig, maar zeer vastberaden.
Eurydice is de geliefde van Orpheus. Ze heeft meer ervaring in het leven dan hij. Ze is haar hele leven alleen geweest en heeft geleerd om voor zichzelf te vechten, wat haar terughoudend maakt om mensen te vertrouwen. De schikgodinnen volgen haar tijdens de musical, zaaien twijfel en moedigen haar aan om naar Hadestown te vertrekken.
Persephone is de godin van de lente en de vrouw van Hades. Ze is vrijgevochten en speels, maar ook een alcoholiste die drinkt op meerdere momenten in de musical. Hoewel ze nog steeds van hem houdt, is haar relatie met Hades door de jaren heen achteruitgegaan en het paar kibbelt voortdurend. Met haar komst naar onze wereld brengt ze lente, zomer en goede tijden.
Hades is de god van de onderwereld en echtgenoot van Persephone. Hij is de belangrijkste antagonist. Hij is de baas van Hadestown, en is koud en onverschillig. Hij is echter nog kouder en verharder geworden sinds zijn relatie met Persephone afstandelijker is geworden. Hij ziet de arbeiders van Hadestown als "zijn kinderen", en gelooft dat hij hen door totalitaire controle over hun leven heeft bevrijd.
De schikgodinnen zijn drie geesten die de drijvende kracht vormen achter veel belangrijke beslissingen die andere personages in de show nemen doordat ze hun gedachten beïnvloeden en manipuleren. Hermes beschrijft ze in het openingsnummer als "drie oude vrouwen die zich hetzelfde kleedden" en zegt dat "ze altijd in je achterhoofd zingen".

## Korte inhoud

### Akte I
In een post-apocalyptische setting geïnspireerd door de Grote Depressie komt de god Hermes, de verteller, binnen om elk van de personages te introduceren ("Road to Hell"). Dit wordt gevolgd door de drie schikgodinnen die het barre weer van de setting beschrijven ("Any Way the Wind Blows"). Orpheus, de beschermeling van Hermes, en Eurydice komen op en stellen zich voor aan elkaar, en Orpheus vraagt Eurydice om hem te trouwen met enige aanmoediging van Hermes ("Come Home With Me"). Eurydice is twijfelachtig, omdat ze allebei in armoede leven en ze een stabiel leven wil. Orpheus, een muzikant, overtuigt haar door haar te vertellen dat hij een lied aan het schrijven is dat de lente zal doen terugkeren en dat ze niet langer hoeven te worstelen ("Wedding Song").
Na een intermezzo waarin Orpheus de mythe van Hades en Persephone vertelt ("Epic I"), komt Persephone op en viert zij de zomer met Orpheus, Eurydice en het ensemble ("Livin 'it Up on Top"). Orpheus proost op Persephone en spreekt hoop uit voor zijn toekomst met Eurydice, die ondanks haar onafhankelijkheid reflecteert op haar groeiende liefde voor Orpheus ("All I've Ever Known"). De twee beloven bij elkaar te blijven, ongeacht de ontberingen die ze mogelijk tegen zullen komen.
Het wordt winter, en er komt een trein aan om Persephone tegen haar wil in terug te brengen naar Hadestown - de ondergrondse fabriek van Hades. Orpheus en Eurydice kijken toe terwijl Persephone haar ellende uit dat ze naar de fabriek moet terugkeren, terwijl de schikgodinnen de rijkdom van Hadestown prijzen. Hoewel ze gehoord heeft hoe slecht Hades zijn arbeiders behandelt, is Eurydice geïntrigeerd ("Way Down Hadestown"). Terwijl de winter voortduurt, blijft Orpheus muziek schrijven. Eurydice spoort hem aan te werken zodat ze voedsel en onderdak kunnen krijgen ("A Gathering Storm" / "Epic II"). Tegelijkertijd hebben Hades en Persephone ruzie over de teloorgang van hun eigen relatie ("Chant").
Hades verlaat de fabriek om iemand te vinden die de veiligheid en het comfort van Hadestown zal waarderen. Hij komt Eurydice tegen en vraagt haar met hem mee te gaan naar Hadestown ("Hey Little Songbird"). De schikgodinnen dringen er bij Eurydice op aan haar leven op de eerste plaats te zetten ("When the Chips are Down"). Terwijl Orpheus nog steeds aan zijn muziek werkt, kiest Eurydice ervoor om te overleven en besluit ze Hades naar de fabriek te volgen ("Gone, I'm Gone"). Wanneer Orpheus later Eurydice zoekt, vertelt Hermes hem dat ze naar Hadestown is gegaan; Orpheus belooft haar terug te halen, en Hermes vertelt Orpheus hoe hij er zonder de trein van Hades kan komen ("Wait For Me"). Eurydice komt aan in Hadestown en begint haar werk aan de muur die eromheen wordt gebouwd ("Why We Build the Wall").

### Akte II
Na een entr'acte waarin Persephone zichzelf en de band voorstelt ("Our Lady Of The Underground"), beseft Eurydice de echte gevolgen van haar keuze om naar Hadestown te komen: ze kan nooit weggaan tenzij Hades ervoor kiest haar te laten gaan ("Way Down Hadestown (Reprise)"). Nadat ze een contract met Hades heeft getekend, zingt ze van haar spijt ("Flowers").
Orpheus, die volgens de aanwijzingen van Hermes naar Hadestown is gegaan, vindt Eurydice en smeekt haar om met hem mee naar huis te gaan. Eurydice en de schikgodinnen vertellen Orpheus dat ze wettelijk eigendom van Hades is en niet zonder zijn toestemming kan terugkeren ("Come Home With Me (Reprise)"). Hades komt op en Orpheus confronteert hem. Hades beweert dat hij Eurydice bezit en probeert Orpheus weg te jagen("Papers"). The schikgodinnen omsingelen de uitgeputte Orpheus en vertellen hem dat hij beter kan stoppen met proberen om Eurydice te redden ("Nothing Changes"). Orpheus zingt over zijn wanhoop om Eurydice te verliezen, wat de arbeiders van Hadestown inspireert om achter Orpheus te staan en zich te verzetten tegen de omstandigheden waaronder ze moeten werken. Persephone hoort dit ook ("If It's True"). Geraakt door de muziek van Orpheus zegt Persephone tegen Hades dat hij Eurydice moet laten gaan ("How Long"). Hades biedt Orpheus bitter de kans om voor hem te zingen ("Chant (Reprise)"). Orpheus zingt de volledige versie van het nummer dat hij al die tijd aan het schrijven was, en herinnert Hades aan zijn liefde voor Persephone ("Epic III"). Orpheus en Eurydice bevestigen hun liefde voor elkaar en beloven nogmaals om bij elkaar te blijven ("Promises"). Hades wordt meer geraakt door het lied van Orpheus dan hij had verwacht, en de schikgodinnen leggen zijn dilemma uit: als hij Eurydice gevangen houdt, wordt ze een martelaar, maar als hij haar laat gaan, verliest hij zijn controle over de fabriek; de arbeiders beginnen zich al tegen hem te verzetten ("Word to the Wise"). Hij besluit het lot van Orpheus en Eurydice aan Orpheus over te laten: het paar mag samen vertrekken, maar Orpheus moet ze naar buiten leiden. Als hij zich omdraait om te zien of Eurydice hem volgt, zal ze voor altijd van Hades zijn ("His Kiss, the Riot").
Hermes legt het besluit van Hades uit aan Orpheus en Eurydice. Terwijl Hades en Persephone beloven hun relatie een nieuwe kans te geven, wanneer Persephone weer terugkeert naar Hadestown, begint Orpheus en Eurydice aan de wandeling uit Hadestown, met Eurydice achteraan ("Wait for Me (Reprise)"). Orpheus houdt het bijna tot het einde van de reis vol, tot hij wordt overweldigd door twijfel en zich omdraait om Eurydice te zoeken - dan ziet hij dat ze al die tijd al achter hem stond, waardoor ze wordt veroordeeld om voor altijd in Hadestown te blijven ("Doubt Comes In").
Hermes reflecteert nu somber op het einde van het verhaal. Hij doet dat door middel van een herhaling van het eerste nummer en begint zo het verhaal opnieuw te vertellen. Ter toelichting merkt hij op dat ongeacht hoe vaak ze het zingen, mensen altijd hopen op een gelukkiger einde - en dat dit de waarde is van het blijven zingen van het verhaal en van de gaven van Orpheus: "[om] je te laten zien hoe de wereld kan zijn, waarbij het niet uitmaakt hoe de wereld is." Het verhaal is dus "een liefdeslied voor iedereen die het probeert" ("Road to Hell (Reprise)"). De show wordt afgesloten met Persephone en Eurydice die na de buigingen een toost uitbrengen op Orpheus en het thema van hoop in donkere tijden herhalen: "Sommige vogels zingen als de zon helder is. Die prijs ik niet. Maar degene die midden in de nacht zingen: op hen hef ik het glas"(" We Raise our Cups ").

## Songlist

### New York Theatre Workshop, New York
Alle nummers zijn bewerking van Mitchell's album, behalve "Any Way the Wind Blows", dat van haar album Xoa komt, tenzij anders vermeld. 
Act I
- "Any Way the Wind Blows"† – The Fates
- "Road to Hell"‡ – Hermes, Company
- "Come Home With Me"†‡ – Orpheus, Eurydice
- "Wedding Song"† – Eurydice, Orpheus
- "Epic I"†‡ – Orpheus, Company
- "Livin' it Up on Top"‡ – Persephone, Orpheus, Hermes, Company
- "All I've Ever Known"‡ – Eurydice, Orpheus
- "Way Down Hadestown" – Hermes, Persephone, Orpheus, Eurydice, The Fates, Hades
- "Epic II" – Orpheus
- "Chant"‡ – Orpheus, Persephone, Hades, Eurydice, Company
- "Hey, Little Songbird" – Hades, Eurydice
- "When the Chips are Down" – The Fates, Eurydice
- "Gone, I'm Gone" – Eurydice, The Fates
- "Wait for Me" – Orpheus, Hermes, Company
- "Why We Build the Wall" – Hades, Company

Act II
- "Our Lady of the Underground" – Persephone, Company
- "Way Down Hadestown II"‡ – Hermes, Eurydice, The Fates
- "Flowers"† – Eurydice
- "Come Home With Me II"†‡ – Orpheus, Eurydice, The Fates
- "Papers"† – Hades, Hermes, Orpheus
- "Nothing Changes"† – The Fates
- "If It's True"† – Orpheus, Hermes
- "How Long?"† – Persephone, Hades
- "Chant" (Reprise)‡ – Hermes, Orpheus, Hades, Persephone, Eurydice, The Fates
- "Epic III" – Orpheus, Hades, Company
- "Lover's Desire"† – Instrumental
- "Word to the Wise"‡ – The Fates
- "His Kiss, The Riot" – Hades
- "Promises"‡ – Orpheus, Eurydice
- "Wait for Me" (Reprise)‡ – Hermes, Persephone, Hades, Eurydice, The Fates
- "Doubt Comes In" – The Fates, Orpheus, Eurydice
- "Road to Hell" (Reprise)‡ – Hermes
- "I Raise My Cup"† – Persephone

† Niet inbegrepen in de Original Cast Recording 
‡ Origineel materiaal

## Cast
| Personage        | Vermont / Massachusetts Tour 2007              | Conceptalbum 2010 | Off-Broadway New York Theatre Workshop, 2016 | Edmonton Citadeltheater, 2017                    | Londen Koninklijk Nationaal Theater, 2018         | Broadway Walter Kerr Theater, 2019                  | Amsterdam Carré, 2025                  |
| ---------------- | ---------------------------------------------- | ----------------- | -------------------------------------------- | ------------------------------------------------ | ------------------------------------------------- | --------------------------------------------------- | -------------------------------------- |
| Orpheus          | Ben Campbell                                   | Justin Vernon     | Damon Daunno                                 | Reeve Carney                                     | Reeve Carney                                      | Reeve Carney                                        | Jeangu Macrooy                         |
| Eurydice         | Anaïs Mitchell                                 | Anaïs Mitchell    | Nabiyah Be                                   | TV Carpio                                        | Eva Noblezada                                     | Eva Noblezada                                       | Sara Afiba                             |
| Hades            | David Symons                                   | Greg Brown        | Patrick Page                                 | Patrick Page                                     | Patrick Page                                      | Patrick Page                                        | Edwin Jonker                           |
| Persephone       | Miriam Bernardo                                | Ani DiFranco      | Amber Gray                                   | Amber Gray                                       | Amber Gray                                        | Amber Gray                                          | Joy Wielkens                           |
| Hermes           | Ben T. Matchstick                              | Ben Knox Miller   | Chris Sullivan                               | Kingsley Leggs                                   | André De Shields                                  | André De Shields                                    | Claudia de Breij, Maarten Heijmans     |
| De schikgodinnen | Sarah-Dawn Albani Lisa Raatikainen Nessa Rabin | De Haden-drieling | Lulu Fall Jessie Shelton Shaina Taub         | Jewelle Blackman Kira Guloien Evangelia Kambites | Carly Mercedes Dyer Rosie Fletcher Gloria Onitiri | Jewelle Blackman Yvette Gonzales-Nacer Kay Trinidad | Aïcha Gill April Darby Joni Ayton-Kent |

## Opnames
Mitchell bracht een conceptalbum uit gebaseerd op de musical, waar ze meer dan een jaar aan had gewerkt. Dit album werd uitgebracht op 9 maart 2010 via Righteous Babe Records .
Een liveopname van de Off-Broadway productie werd op 6 oktober 2017 digitaal en op CD uitgebracht via Parlophone Records . Een EP met vier nummers met de naam Why We Build The Wall (Selections from Hadestown. The Myth. The Musical. Live Original Cast Recording) werd uitgebracht voor digitale retailers op 13 oktober 2016 ter promotie van het album.
Een Broadway-castopname werd volledig uitgebracht op 26 juli 2019 via Sing It Again Records. Twee cd's komen later beschikbaar.

## Ontvangst
Hadestown ontving over het algemeen positieve kritieken. De New York Times omschreef de Off-Broadway-productie als 'inventief' en 'prachtig gezongen', en prees de eenvoud en intimiteit ervan. The Hollywood Reporter beschreef de toegevoegde dialoog als "tenenkrommend", maar prees aan de hoge energie en de meeslepende enscenering. Verschillende recensies trokken parallellen tussen het nummer "Why We Build the Wall" en de presidentiële campagne van Donald Trump in 2016, hoewel het nummer dateert van vóór de campagne.
De productie ging op 17 april 2019 in première op Broadway en kreeg overwegend positieve kritieken, met lof die vooral gericht was op de regie en het acteerwerk, met name dat van Amber Gray, André De Shields en Patrick Page. The New York Times noemde de musical "prachtig" en "hypnotiserend", en merkte vooral de verbetering op ten opzichte van de New York Theatre Workshop-versie. David Rooney van The Hollywood Reporter noemde de musical "volkomen fantastisch" en was met name lovend over de uitvoeringen van Gray en Page.